# Тейгебюн
Тейгебюн — административный центр коммуны Наннестад фюльке Акерсхус Норвегии. 
На 1 января 2019 года в посёлке проживает 2995 человек. Он расположен в десяти километрах к северо-западу от аэропорта Осло Гардермуэн и в 15 километрах к северо-западу от Йессхайма.
В Тейгебюне есть мэрия, церковь, начальная школа, молодежная школа и средняя школа.